# Tron: Evolution
Pour les articles homonymes, voir Tron (homonymie).
TRON: Evolution est un jeu vidéo d'action-aventure développé par Propaganda Games et édité par Disney Interactive sorti le 3 février 2011. Il est disponible sur PlayStation 3, Windows, Xbox 360 et PlayStation Portable, et est compatible avec le Playstation Move.
Cris Velasco, Sascha Dikiciyan et Kevin Manthei sont responsables de la Bande-Son, dont certaines pistes inspirés des œuvres originales de Daft Punk
Un autre jeu est sorti sur Wii et Nintendo DS : Tron: Evolution - Les Batailles du damier.

## Système de jeu
Le joueur incarne le personnage en vue objective. Les déplacements à pied sont inspirés du parkour, à partir d'acrobaties tels que le Wallrun ou l'utilisation de tremplins. Concernant le combat, le disque d'identité reste l'atout principale du programme. Le joueur peut aussi utiliser des Lumicycles, de la deuxième à la cinquième génération, voir dans certains cas, un LumiTank.

## Critiques
- Jeuxvideo.com : 10/20 (PC/PS3/X360)[2] - 6/20 (PSP)[3]
- PC Gamer : 29 % (PC)[4]